# Рихальське
Риха́льське (колишні назви — Майдан, Майдан-Кулішівський) — село в Україні, у Чижівській сільській громаді Звягельського району Житомирської області. Населення — 1375 осіб.

## Географія
Село межує на півночі з Сербо-Слобідкою, на північному сході з Андрієвичами, на сході з Маринівкою, на південному сході з Мар'янівкою, на півдні з Старою Гутою, на заході з Вересівкою, на північному заході з Варварівкою.
Територія, на якій розташоване село, перебуває в межах Поліської низовини. Місцевий ландшафт багатий різноманітними хвойно–широколистими лісами, луками, чагарниками і болотами. Серед природних рослин є реліктові види, такі як азалія понтійська, яка на місцевому діалекті називається драпоштаном. Різноманітний тваринний світ: лосі, козулі, вовки і дикі кабани, бобри, ондатри і видри. Велика кількість птахів. У водоймах водяться щука, окунь, карась і в'юн. Влітку та восени ліс багатий чорницею, суницею, малиною та грибами. Середня висота над рівнем моря 222 м. Клімат помірно континентальний. За останні 10 років літо сухе, а зима м'яка.

## Історія
Рихальське, село. У списках населених пунктів Коростенської округи станом на 17 грудня 1926 року вказане як залізнична станція Старо-Гутської сільської ради Городницького району. З 7 січня 1963 року — адміністративний центр Рихальської сільської ради. Входило до складу Барашівського  (22.02.1928 р), Ємільчинського (30.12.1962 р.) районів.
На карті Волинської губернії 1867—1875 рр. на листі 22-6 село значиться під назвою Майдан.
У списку населених місць Волинської губернії 1906 року про село є така інформація: «Майдан-Кулішівський, село Сербівської волості Новоград-Волинського повіту Волинської губернії. Відстань від повітового міста 31 верста, від волості 10 верст. Дворів 28, мешканців 124».
3 жовтня 1834 року поміщик Рихальський Михайло Олександрович купив село за 1320 рублів сріблом у великого землевласника Врочинського Фоми Антоновича.
У 1904 році в селі онук Рихальського М. О. Полікарп Семенович Рихальський відкрив лісопильний завод, на якому вже у 1910 році працювало 16 робітників. Дошки та бруси відправляли на експорт до Європи.
У 1910 році розпочато будівництво залізниці Коростень — Шепетівка. Будучи за освітою інженером шляхів сполучення, Полікарп Семенович звернувся до уряду з пропозицією провести залізничну колію через його власні землі.
У травні 1915 року введена в експлуатацію ділянка автошляху  Коростень — Звягель.
Після жовтневого перевороту 1917 року у Петрограді поміщик Рихальський П. С. разом з родиною емігрував до Югославії.
У 1930 році на базі маслоробні поміщиків Рихальських було відбудовано і запущено в експлуатацію маслозавод.
Під час сталінських репресій у 1930-х років органами НКВС було безпідставно заарештовано та позбавлено волі на різні терміни 19 мешканців села, з яких 9 чол. розстріляно. Нині всі реабілітовані і їхні імена відомі.
Під час Другої світової війни на фронтах загинуло 107 мешканців села.
У 1954 році збудовано приміщення типової середньої школи. У школі навчалось 560 учнів.

## Населення

### Мова
Розподіл населення за рідною мовою за даними перепису 2001 року:
| Мова       | Відсоток |
| ---------- | -------- |
| українська | 98,91 %  |
| російська  | 1,09 %   |

## Відомі особи
- Беляк Геннадій Йосипович (1978—2014) — Герой України, загинув на українсько-російському фронті.
- Весельський Віктор Леонідович  (нар. 1956) — український політик, екс-мер Звягеля.